# Puerto del Pico
El puerto del Pico es un puerto de montaña de la sierra de Gredos, situado en el sur de la provincia española de Ávila, en la comunidad autónoma de Castilla y León.

## Situación
Está situado en la provincia de Ávila. Su altitud real es de 1395 m s. n. m. y comunica el valle del Tiétar con el valle del Alberche a través de la N-502. Junto con el puerto de Menga hace de divisoria entre la Meseta Norte y la Meseta Sur.
Separa el sector oriental de la sierra de Gredos del sector central de la misma sierra. Sirve de límite jurisdiccional entre los municipios de San Martín del Pimpollar, Cuevas del Valle y Villarejo del Valle.

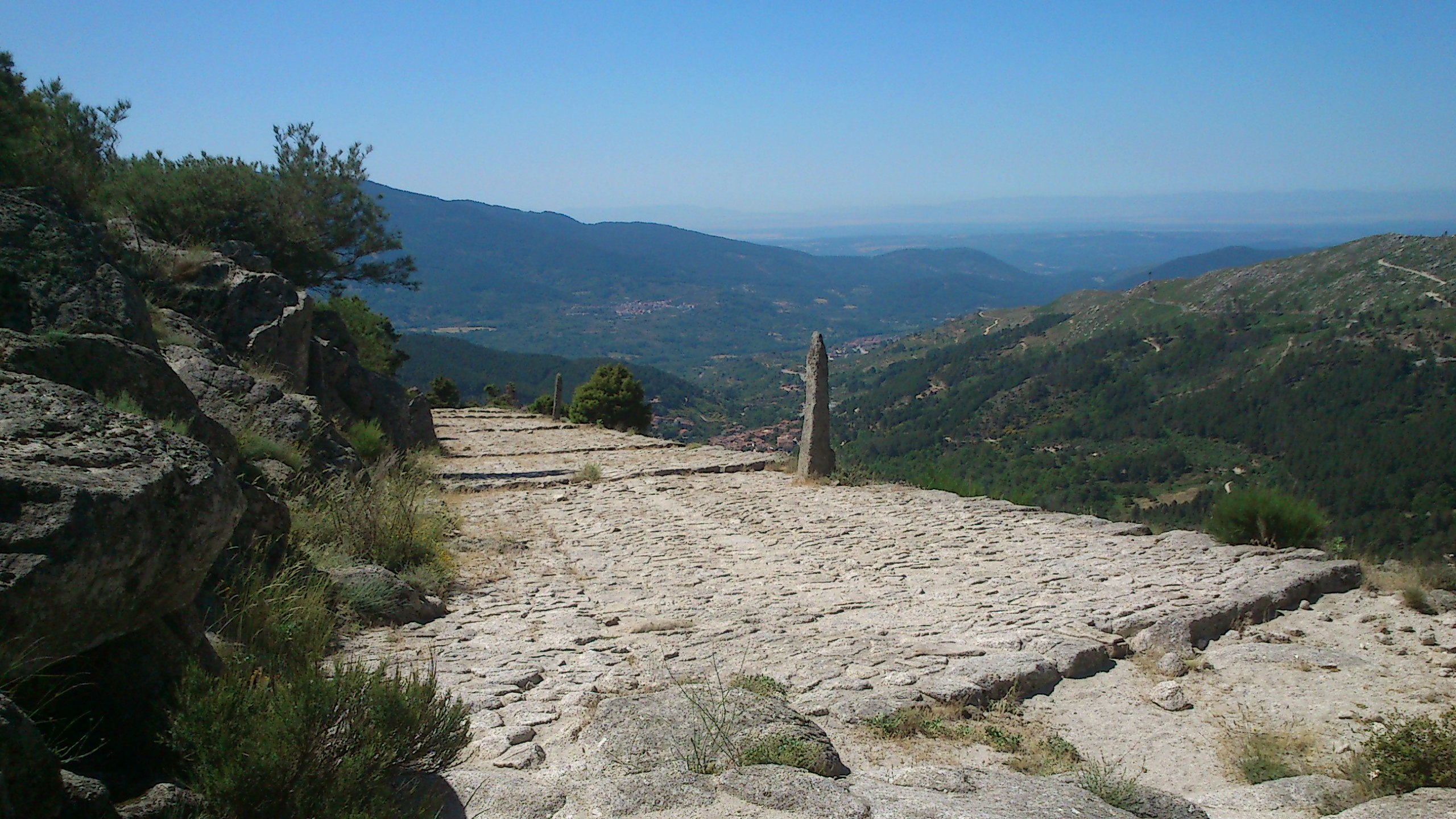
Tramo de calzada

El puerto constituye un paso natural de la Cañada Real Leonesa Occidental entre la altiplanicie abulense y el Valle del Tiétar y cuenta también con un tramo en buen estado de conservación de una calzada que ha sido incorrectamente atribuida como de construcción romana, que en su ascenso en zigzag por la vertiente sur del puerto, presenta una anchura de entre 5,5 y 8,5 m.. 
El puerto del Pico formaba parte de una ruta que comunicaba Santiago de Compostela con Sevilla. Este camino tuvo que ser conocido a nivel europeo ya que fue descrito, junto a otras 28 rutas dentro del continente, en el denominado itinerario de Brujas, publicado hacia 1380. En concreto, estaba incluido dentro de la número 25.
Aparece descrito en el decimotercer volumen del Diccionario geográfico-estadístico-histórico de España y sus posesiones de Ultramar de Pascual Madoz de la siguiente manera:

PICO: puerto en la prov. de Avila (9 leg.), part. jud. de Arenas de San Pedro (6): tiene su orígen en la cord. que existe entre la Paramera de Avila y sierras de Gredos: su elevación por la parte S. es bastante escarpada y de una leg., y la bajada por N. mucho mas suave: pasa por él un 
camino arrecife, que desde la cap. de prov. va á Talavera de la Reina, por el que transitan hasta carruages; está en buen estado de composicion y formado sobre lineas curvas, con pretiles y guarda-cantones á los 2 lados; en su parte media tiene un portazgo y un hermoso parador con cuantas comodidades puedan exigir los transeúntes; por la parte N. dando vista al puerto de Menga, hay otros 2 paradores-fondas llamadas del Obispo y Sta. Teresa, ambos ofrecen bastante comodidad á los viageros, y hay en cada uno de ellos una pequeña capilla muy curiosa, con imágenes y retablos. Este puerto se cierra en las grandes nevadas por 15 y mas dias, y tiene mojones de piedra, donde estan marcadas las dist. á la cap. de 1/2 en 1/2 leg.: toma el nombre del Pico de dos grandes mojones de piedra negruzca volcanizada y casi de figura piramidal, que se hallan sobre su der. y parte mas culminante.
(Madoz, 1849, pp. 10-11)

## Galería de imágenes

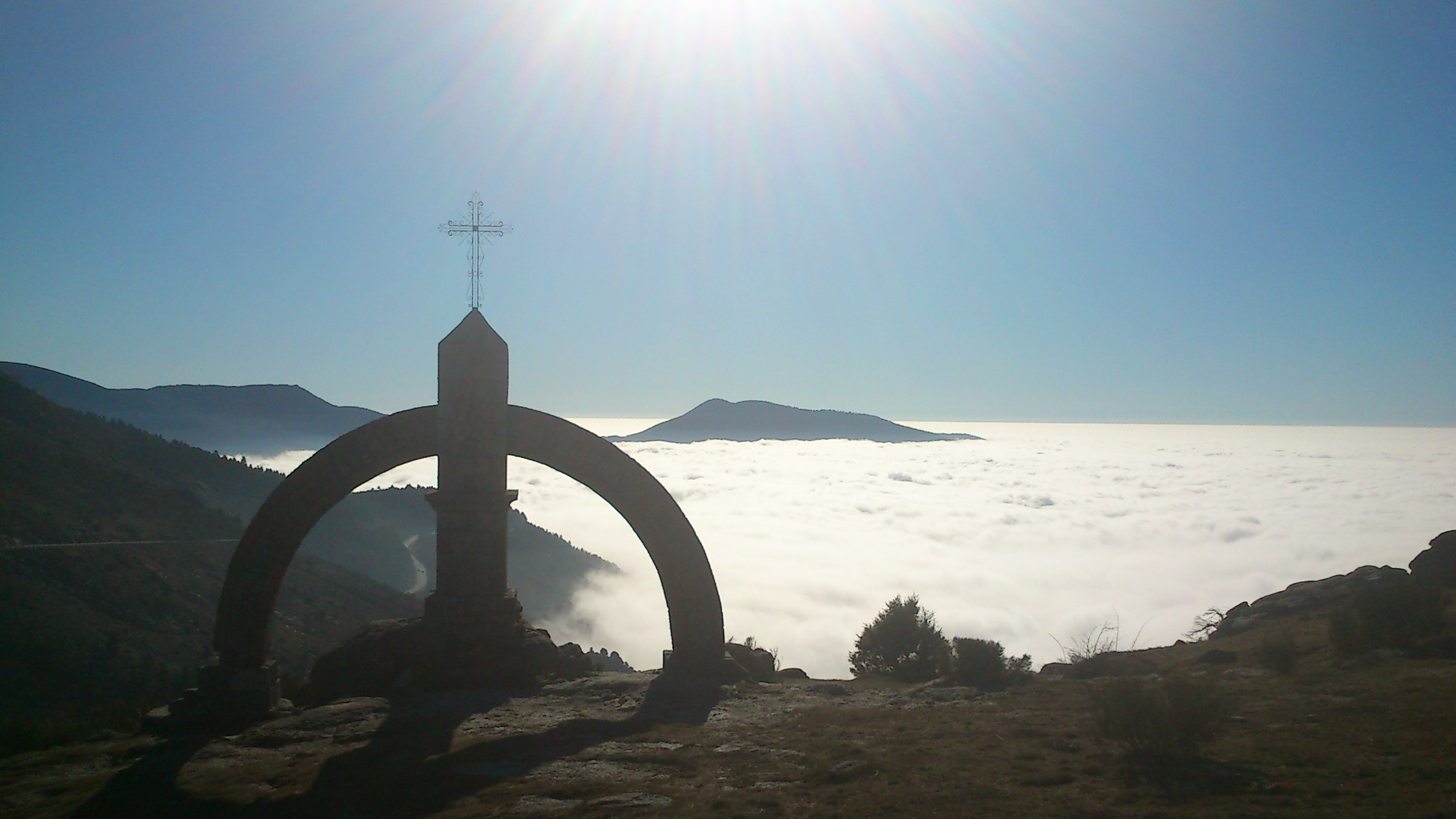
Mar de nubes en el barranco de las Cinco Villas desde el puerto.
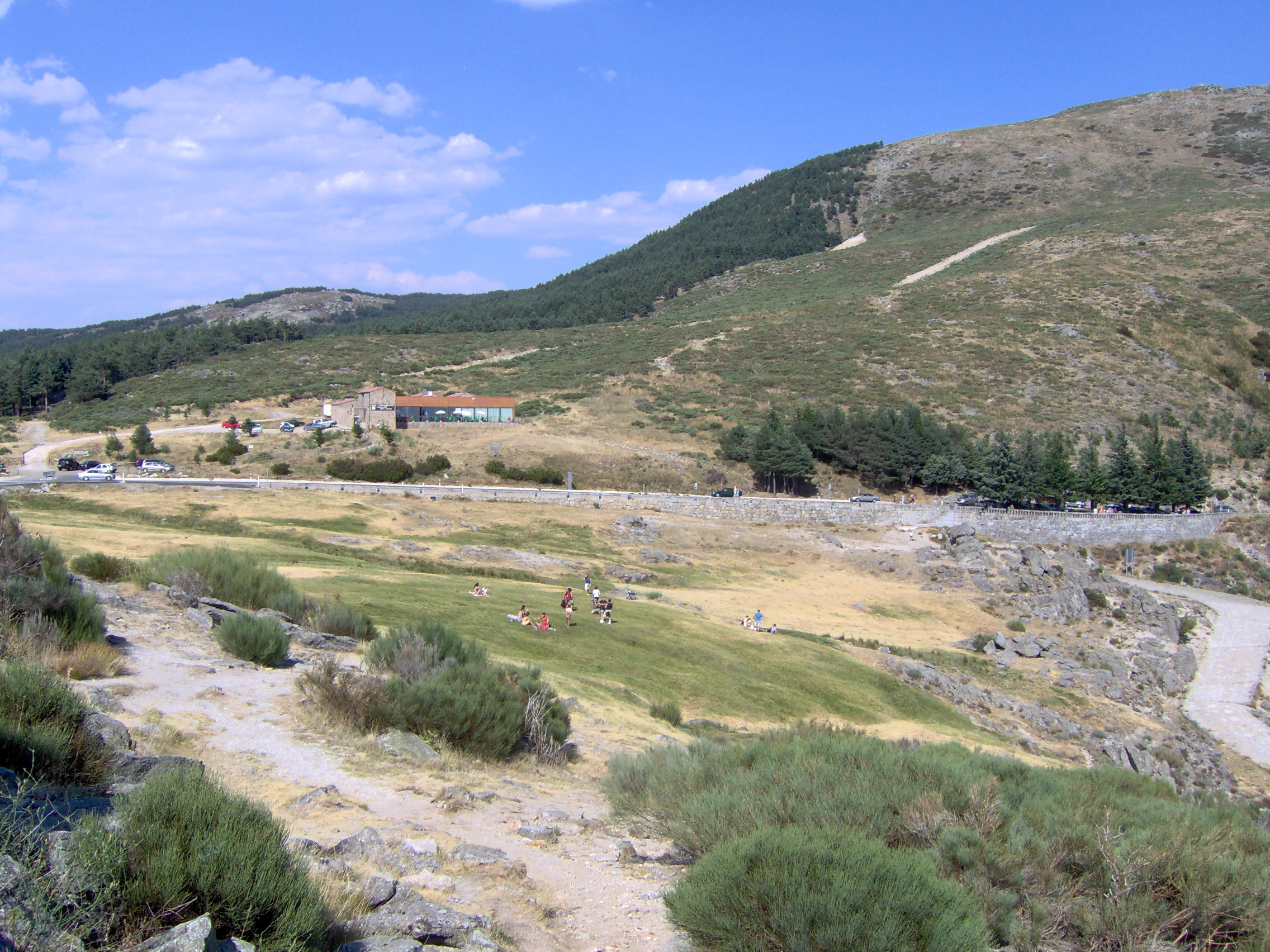
Puerto del Pico.